# 顧棻
顧棻（？—？），號餘栻，常州府无锡县人，明末官員。崇禎十年進士。

## 生平
天啓四年（1624年）甲子科應天鄉試第二十五名舉人，崇祯十年（1637年）丁丑科會試第二十七名，廷試三甲五十二名進士。都察院观政，本年六月授浙江蕭山知县，十三年考察，十五年補浙江按察司炤磨，十六年升河间府推官，十七年欽取河南道御史。
明亡降順，选授四川县令。

## 家族
曾祖顾学（1516年-1576年，号南野），以子顾宪成累贈通議大夫吏部右侍郎；祖顾自成，光禄寺署丞；父顾与浃，萬曆丙午举人。